# Marthe Goossens
Marthe Goossens (4 mei 2002) is een Belgisch wielrenster en veldrijdster. 

## Carrière
Goossens begon op vierjarige leeftijd al met fietsen op haar BMX en ze bleef dit doen tot haar achttiende. Toen alle BMX-wedstrijden vanwege de coronapandemie werden afgelast, veranderde ze haar focus naar het wegwielrennen. In het BMX was Goossens succesvol met als hoogtepunt dat ze in 2014 op twaalfjarige leeftijd wereldkampioen werd. Daarnaast werd ze 5 keer Europees kampioene en won ze nog eens zilver en brons op wereldkampioenschappen.
Ze begon haar carrière op de weg bij wielerclub De Sprinters Malderen en ze behaalde goede klasseringen in de Grote Prijs Beerens en Binche-Chimay-Binche, waarop ze gecontracteerd werd door Multum Accountants Ladies Cycling Team. Door haar ervaringen in BMX is ze een allroundwielrenner en de explosiviteit van het BMX komt zowel in beklimmingen als in een sprint goed van pas. In 2022 reed ze haar eerste grotere wedstrijden met onder andere een 5e plaats in Dwars door het Hageland, een 48e plaats in Dwars door Vlaanderen, een 57e plaats in de Ronde van Vlaanderen en een 27e plaats in het eindklassement van de Ronde van Thüringen.
In 2023 maakte Goossens de overstap naar AG Insurance-Soudal. Bij deze ploeg maakte ze haar debuut in Gent-Wevelgem, Strade Bianche, Parijs-Roubaix en de Amstel Gold Race. Ze werd dat jaar tweede op het Belgisch kampioenschap tijdrijden U23, derde op het BK tijdrijden bij de elite en tweede bij de elite-wegrit van het BK, met deze tweede plaats werd ze de eerste belofte van de wegrit waardoor ze Belgisch kampioen werd bij de beloften. Later dat jaar reed ze de Ronde van Italië en Ronde van de Toekomst. Op de WK wielrennen in Schotland werd ze zesde in de wegrit bij de beloften en veertigste bij de elite.
In 2024 begon ze in het voorjaar met top-10 plaatsen bij de Challenge Mallorca en top-20 plaatsen in Omloop Het Nieuwsblad en Le Samyn. Dit bekroonde ze vervolgens met een nieuw contract bij AG Insurance Soudal tot 2026. In Nokere Koerse viel ze uit met een gebroken sleutelbeen.

## Erelijst

### BMX
2019
 Belgisch kampioen BMX

### Wegwielrennen
2023
 Belgisch kampioene, wegrit, beloften

#### Uitslagen in voornaamste wedstrijden
| Jaar | Ronde van Italië | Ronde van Frankrijk | Ronde van Spanje |
| ---- | ---------------- | ------------------- | ---------------- |
| 2022 |                  |                     |                  |
| 2023 | 61e              |                     |                  |
| 2024 | opgave           |                     |                  |
| 2025 |                  |                     | 88e              |

| Jaar | Gent-Wevelgem | Ronde van Vlaanderen | Parijs-Roubaix | Amstel Gold Race | Omloop Het Nieuwsblad | Le Samyn |  | WK op de weg |
| ---- | ------------- | -------------------- | -------------- | ---------------- | --------------------- | -------- |  | ------------ |
| 2022 |               | 57e                  |                |                  | 44e                   | 84e      |  |              |
| 2023 | 33e           |                      | 42e            | opgave           |                       | 50e      |  | 40e          |
| 2024 |               |                      |                |                  | 18e                   | 11e      |  |              |
| 2025 |               |                      | 84e            |                  |                       |          |  |              |

#### Resultaten in etappewedstrijden
| Jaar | Ronde van Italië | Ronde van Thüringen | Simac Ladies Tour | Baloise Ladies Tour |
| ---- | ---------------- | ------------------- | ----------------- | ------------------- |
| 2022 |                  | 27e                 |                   |                     |
| 2023 | 61e              | 31e                 | 21e               |                     |
| 2024 |                  |                     |                   |                     |
| 2025 |                  |                     |                   | 3e                  |

### Veldrijden
| Seizoen   |    | WK | EK | BK  |    | Klassementen | Klassementen | Klassementen | Klassementen | Klassementen |       | UCI- ranking |   | Podia | Podia | Podia | Aantal crossen |
| Seizoen   | WB | WK | EK | BK  | SP | Trofee       | TOI          | Swiss        | Goud         | Zilver       | Brons | UCI- ranking |   |       |       |       | Aantal crossen |
| --------- | -- | -- | -- | --- | -- | ------------ | ------------ | ------------ | ------------ | ------------ | ----- | ------------ | - | ----- | ----- | ----- | -------------- |
| 2021-2022 |    | –  | –  | 15e |    | –            | –            | 114e         | –            | –            |       | –            |   | –     | –     | –     | 4              |
| 2022-2023 | –  | –  | –  | –   | –  | –            | –            | –            |              | –            | –     | –            | – | 1     |       |       |                |
| Totaal    |    | –  | –  | –   |    | –            | –            | –            | –            | –            |       | –            |   | –     | –     | –     | 5              |

## Ploegen
- 2022 -  Multum Accountants-LSK
- 2023 -  AG Insurance-Soudal Team
- 2024 -  AG Insurance-Soudal
- 2025 -  AG Insurance-Soudal

Benito · Boogaard · Borgström · Ghekiere · Goossens · Henttala · Kasper · Knaven · Louw · Masetti · Meertens · Moolman-Pasio · Pluimers · Rijnbeek · Steigenga · Wollaston
Benito · Bentveld (vanaf 24/4-tot 13/9) · Boogaard · Borgström · De Schepper (vanaf 14/6) · Ghekiere · Gigante · Goossens · Le Court · Louw · Masetti · Moolman-Pasio · Pluimers · Rijnbeek · Steigenga · Van de Velde · Wollaston
Bastiaenssen · Benito · Bentveld · Borgström · Bossuyt (vanaf 14/6) · Castrique · De Schepper · Ghekiere · Gigante · Goossens · Le Court · Louw · Manly · Masetti · Moolman-Pasio · Pluimers · Steigenga · Van de Velde · Verhulst-Wild · Žigart